# NGC 3877
NGC 3877 is een spiraalvormig sterrenstelsel in het sterrenbeeld Grote Beer. Het hemelobject werd op 5 februari 1788 ontdekt door de Duits-Britse astronoom William Herschel.

## Chi Ursae Majoris
Vanaf de aarde gezien bevindt het stelsel NGC 3877 zich schijnbaar een kwart graad zuidwaarts van de ster chi Ursae Majoris (63 Ursae Majoris, magnitude +4). Deze vrij gemakkelijk waar te nemen ster kan door amateurastronomen aangewend worden als gidsobject om op zoek te gaan naar het stelsel NGC 3877.

## Synoniemen
- UGC 6745
- MCG 8-22-2
- ZWG 243.4
- IRAS 11434+4746
- PGC 36699